# Tityus
Tityus je nejpočetnější rod štírů. Patří do čeledi Buthidae. Štíři rodu Tityus mají zdánlivě křehce stavěné tělo s tenkou metasomou a klepety. Zbarvení je nejčastěji černé, mramorované nebo hnědé, ale existují i jinak zbarvené druhy. Mláďata se často liší zbarvením od dospělců. Systematicky je rod náročný a určit jednotlivé druhy je často složité. U několika druhů byla zjištěna partenogeneze. Štíři rodu Tityus jsou velcí a mají velká mláďata, která lze v chovu krmit i větším hmyzem. Velikost dospělců se pohybuje mezi 45 a 110 mm. U rodu Tityus se vyskytuje způsob ochrany, kdy se štír staví mrtvým. Štír se vyskytuje v Jižní a Střední Americe. Rod Tityus žije v pralesech, kde lze jeho zástupce ukryté pod kůrou stromů jen stěží nalézt. Všichni štíři tohoto rodu mají silný jed. Bodnutí způsobuje bolest a pálení v místě vpichu. Některé druhy nezpůsobí při bodnutí žádnou reakci, ale bodnutí dítěte nebo alergika může být smrtelné. Nebezpečné druhy jsou: Tityus costatus, T. silvestris, T. stigmurus, T. zulianus a T. argentinus za podezřelé z hlediska jedovatosti jsou pokládáni: T. trinitatus, T. dasyurus, T. forcipula, T. pugilator. Velice nebezpečné druhy, jejichž bodnutí může způsobit smrt, jsou T. bahiensis a T. serrulatus.